# Gyldenløvesgade (København)
 Der er flere lokaliteter med dette navn, se Gyldenløvesgade.
Gyldenløvesgade er en gade i København, der forbinder H.C. Andersens Boulevard ved Jarmers Plads med Åboulevard og Rosenørns Alle. Undervejs krydses Søerne på en dæmning hvor Søpavillonen ligger. Gaden fik navn i 1875 efter Christian 4.'s søn Ulrik Christian Gyldenløve (1630-58), der deltog under Københavns belejring i 1658-1660. Flere andre gader i det tilstødende Nansensgade-kvarteret er også opkaldt efter personer, der udmærkede sig under Karl Gustav-krigene.
Ved åbningen af Københavns anden banegård i 1864 ved nuværende Axeltorv kom sporene til at fortsætte ud af byen langs med Gyldenløvesgade. Lidt vest herfor deltes sporene. En strækning fortsatte vestpå til Frederiksberg Station og derfra videre mod henholdsvis Roskilde og Frederikssund. Det ophørte da banerne vestfra blev omlagt i forbindelse med åbningen af den nye Københavns Hovedbanegård i 1911. Den andre strækning drejede mod nord via Nørrebro til Hellerup Station. Den blev benyttet af tog til Klampenborg indtil 1917, hvor Boulevardbanen åbnede. I 1921 fulgte så Nordbanens tog.